# Véronique Mougin
Pour les articles homonymes, voir Mougin.
Véronique Mougin, née le 30 novembre 1977 à Paris, est une écrivaine française et une journaliste spécialisée dans le domaine social.

## Biographie
Journaliste, Véronique Mougin travaille à la rédaction de l'Express jusqu'en 2006, puis collabore à divers titres de presse (Marie-Claire, Marianne, Elle, Témoignage Chrétien, Politis...)  
Spécialisée dans le domaine social, elle publie en 2005 deux ouvrages sur la grande pauvreté qui auront un certain écho dans la presse : Femmes en galère, enquête sur celles qui vivent avec moins de 600 euros par mois, aux Éditions de la Martinière,,  préfacé par l'Abbé Pierre, et Les SDF / Idées reçues  aux Éditions du Cavalier bleu,. Après deux ans d'enquête auprès de familles sans domicile fixe, Véronique Mougin publie en 2009 avec le photographe Pascal Bachelet l'ouvrage Papa, maman, la rue et moi. Quelle vie de famille pour les "sans-domicile" ?, qui, lui aussi, trouve un certain écho dans la presse,.
En 2015, elle publie son premier roman, Pour vous servir,, , finaliste du prix Marie Claire du roman féminin. Son deuxième roman, Où passe l'aiguille, toujours chez Flammarion, recevra le prix du roman historique en 2018 et sera traduit en plusieurs langues. Son troisième roman, Un fils à maman, parait en 2021. Il raconte l'histoire de Jo Picassiette, une mère poule qui élève son fils, Charly, dont le rêve est de vivre à Paris et de gagner le prix Goncourt.

## Œuvres

### Romans / Récits
- Pour vous servir.  Éditions Flammarion, 2015  (ISBN 978-2081362147)[15]. Éditions J'ai Lu, 2016.
- Où passe l’aiguille.  Éditions Flammarion, 2018  (ISBN 9782081395558). Éditions J'ai Lu, 2019.
- Un fils à maman. Éditions Flammarion, 2021  (ISBN 9782081518858). Éditions J'ai Lu, 2022.
- À propos d’un village oublié. Éditions Flammarion, 2025 (ISBN 978-2-08-046755-3).

### Essais / Enquêtes
- Femmes en galère, enquête sur celles qui vivent avec moins de 600 euros par mois, avant-propos de l'Abbé Pierre. Éditions de la Martinière, 2005  (ISBN 978-2846751575).
- Les SDF / Idées reçues, Éditions du Cavalier bleu, 2005  (ISBN 2-84670-114-8)[16].
- Papa, maman, la rue et moi, quelle vie de famille pour les sans-domicile ? en collaboration avec Pascal Bachelet (photographe), Éditions Pascal Bachelet, 2009  (ISBN 978-2-28361094-7)[17].

### Divers
Album jeunesse
Super-Délicieux, illustré par Axelle Vanhoof, Éditions Père Castor - Flammarion, 2022  (ISBN 9782080271204).

#### Collaborations
- J'habite en bas de chez vous, de Brigitte, avec Véronique Mougin, Oh ! Éditions, 2007  (ISBN 978-2-91505651-8)[18].
- La Première fois, j'avais six ans..., d'Isabelle Aubry, avec Véronique Mougin, Oh ! Éditions, 2008  (ISBN 978-2-915056-74-7)[19].
- Dico des parents, du Dr Alain Benoit et Natacha Guilbert, avec Véronique Mougin (directrice de publication), Éditions Kero, 2014  (ISBN 978-2-36658100-3)[20].